# Шоу, Эндрю
Эндрю Шоу (англ. Andrew Shaw; 20 июля 1991, Бельвиль, Канада) — бывший профессиональный канадский хоккеист. Обладатель Кубка Стэнли 2013 и 2015 годов в составе «Чикаго Блэкхокс».

## Ранняя жизнь
Шоу родился в Бельвиле, в двух часах к востоку от Торонто. Когда он рос, многие, включая его семью, верили, что у его младшего брата Джейсона лучшие шансы, чтобы блеснуть в НХЛ. Джейсон сейчас играет в ОХЛ. Также у Эндрю есть старший брат Джош.

## Профессиональная карьера
Пропустив два драфта подряд, Шоу был выбран «Чикаго Блэкхокс» в 5 раунде (под общим 139 номером) на Драфте НХЛ 2011 года. В свой первый год Шоу провёл половину сезона в команде АХЛ «Рокфорд Айсхогс».

### Рокфорд Айсхогс
Профессиональный дебют Шоу состоялся 8 октября 2011 года в матче против «Гранд-Рапидс Гриффинс». В следующей игре, 9 октября 2011, против «Пеории Ривермен» отметился первым результативным баллом, поучаствовав голевой передачей в победной шайбе своей команды, игра завершилась со счётом 5:3. 28 октября, в матче всё с той же «Пеорией», Шоу забросил первую шайбу, а его команда победила 6:4. 9 декабря в победной игре (6:3) с «Чикаго Вулвз» был признан первой звездой матча. Всего же за декабрь набрал 9(8+1) очков.

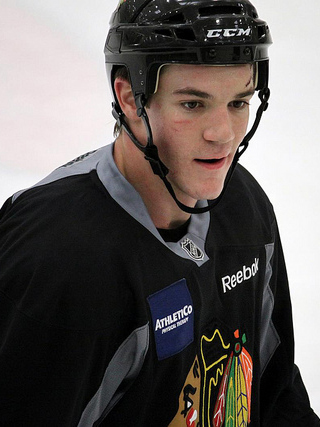
Шоу в тренировочном лагере-2012

### Чикаго Блэкхокс
3 января Эндрю подписал трёхлетний контракт, а 4 января был вызван в «Чикаго» вместо травмированного Даниэля Карсилло. 5 января дебютировал в НХЛ в матче с «Филадельфией Флайерз», уже во второй смене подравшись с Заком Риналдо. Позже, вернувшись на лёд, первым же броском отправил шайбу в ворота Ильи Брызгалова. С 12 по 18 января забрасывал на протяжении четырёх игр подряд.
Во время локаута 2012-13 выступал в АХЛ за «Рокфорд». С возобновлением сезона вернулся в основной состав «ястребов», выиграв Президентский Кубок и дойдя до финала плей-офф, где сыграл особенно ярко. 12 июня 2013 года, в стартовом матче финальной серии против «Бостон Брюинз», забросил победную шайбу в третьем овертайме. В шестой игре финала шайба после броска Шона Торнтона попала Шоу в лицо, Эндрю на своих ногах покинул лёд и отправился в раздевалку, где ему зашили рану, а уже во втором периоде вернулся в игру. «Чикаго» добились победы в игре со счётом 3:2, забросив две шайбы на последней минуте, и выиграли Кубок Стэнли. Когда Шоу поднимал над головой почётный трофей, было видно, что его рана всё ещё кровоточит. После окончания сезона выяснилось, что финальную серию Шоу провёл со сломанным ребром. По итогам плей-офф он набрал 9 очков и заработал 35 минут штрафа.
24 июня 2016 года бы обменян в «Монреаль Канадиенс» на два выбора во 2-м раунде драфта 2016.

### Монреаль Канадиенс и возвращение в Чикаго
28 июня подписал с «Канадиенс» 6-летний контракт со среднегодовым окладом в $3,9 млн. Отыграв в «Монреале» 3 сезона, был обменян в «Чикаго» на драфт-пики. 1 декабря в матче с «Колорадо Эвеланш» получил сотрясение мозга и пропустил остаток сезона 2019/20. Вернувшись в следующем сезоне, вновь получил сотрясение мозга и 26 апреля 2020 года объявил о завершении карьеры игрока.

## Стиль игры
Сам Шоу сравнил себя с Брэдом Маршаном, сказав: 

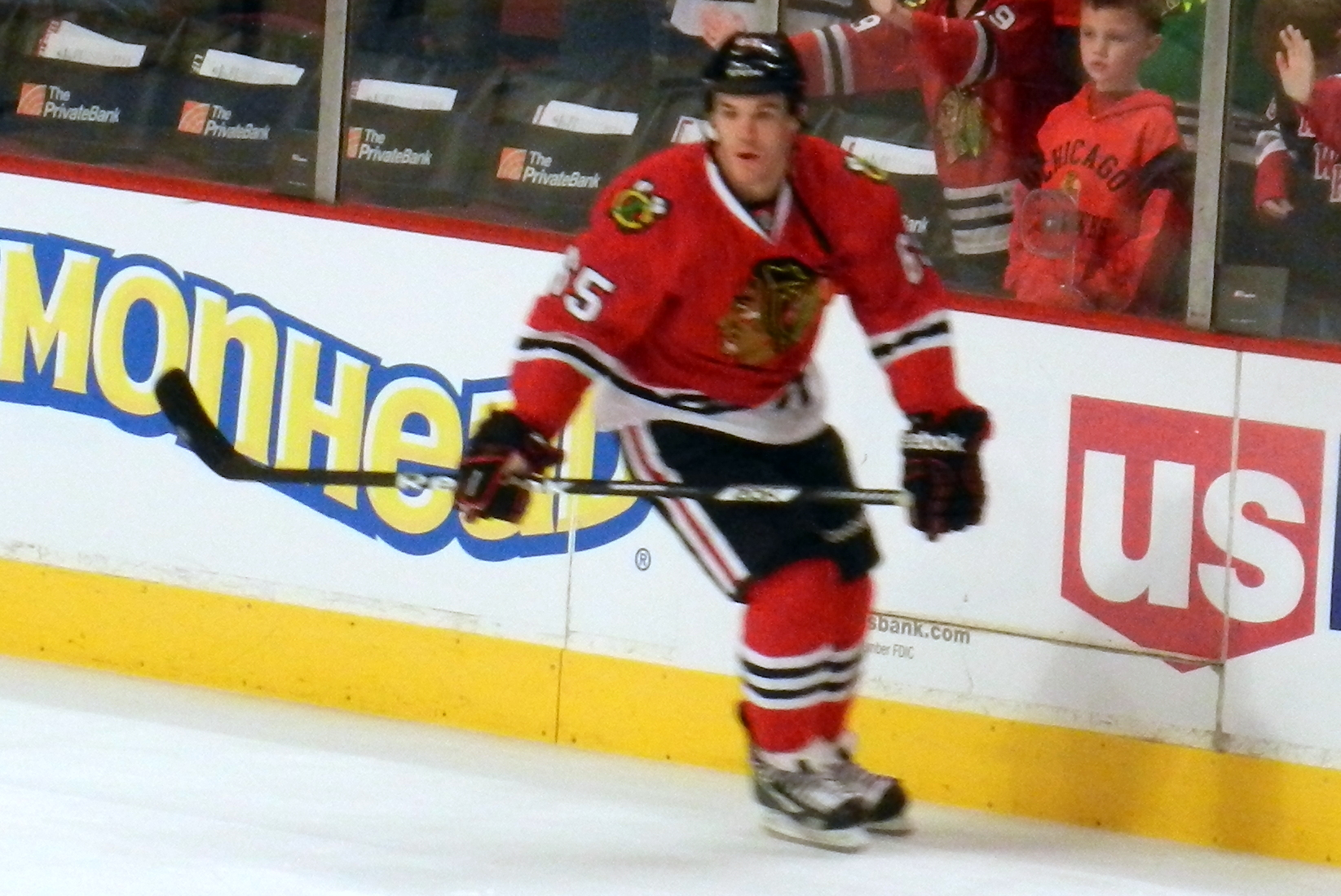
Шоу в составе «Чикаго» в 2013

Мы два провокатора. Мы оба играем в силовой хоккей и всегда щебечем. Он великолепен в этом, а я пытаюсь делать нечто подобное в своей игре. Мы оба ходим по тонкой грани, и я всегда следил за ним и восхищался. Будет действительно здорово сыграть против него однажды.
Оригинальный текст (англ.)We're both agitators. We both play physical and we're always chirping. He’s perfected it, and that’s what I’m trying to do to my game. We both walk a fine line, and I’ve always looked up to him and admired him. It’s going to be great to actually play against him once.

За свой жёсткий стиль игры, Эндрю получил от болельщиков и партнёров по команде прозвище "Mutt", что значит "Болван".

## Личная жизнь
Шоу носит на своей руке чёрный резиновый браслет с надписью "Ironworkers Local 721", названием местного профсоюза металлургов в Бельвиле, отдавая должное своему дому и не забывая о корнях. Получив на один день Кубок Стэнли в своё распоряжение, Шоу привёз его на свою родину в Бельвиль. В августе 2013 перечислил в Фонд исследования рака молочной железы 6 500$, полученные после продажи на благотворительном аукционе ниток, которыми была зашита его рана в финальной серии против «Бостона». Также, его фотография с окровавленной щекой стала самым известным изображением плей-офф. В августе 2016 года сделал своей девушке Chaunette Boulerice предложение. 19 июня 2018 года у пары родилась дочь, которую назвали Энди Роуз Мари Шоу. 17 января 2020 года у пары родился второй ребёнок, сын, которого назвали Дэкс Джеймс Даглас Шоу.

## Статистика
| Легенда | Легенда                    | Легенда | Легенда                   | Легенда | Легенда    |
| ------- | -------------------------- | ------- | ------------------------- | ------- | ---------- |
| И       | Количество проведённых игр | Штр     | Штрафное время            | +/−     | Плюс-минус |
| Г       | Голы                       | П       | Голевые передачи          | О       | Очки       |
| -       | Статистика неизвестна      | —       | Статистика не учитывалась |         |            |

## Награды и достижения
- CHL Мемориальный кубок - сборная всех звёзд 2011
- Лучший бомбардир Мемориального кубка (Эд Чиновет Трофи) - 2011
- NHL - Кубок Стэнли 2013, 2015